# Araguanã (Maranhão)
Araguanã es un municipio brasileño del estado del Maranhão. Se localiza a una latitud 2°57′10″ S y a una longitud 45°39′55″ O, a una altitud de 0 metros. Su población es de 9918 habitantes (2007) con un área de 1103,33 km².